# Asago, Hyōgo
Asago (朝来市 Asago-shi) là một thành phố thuộc tỉnh Hyōgo, Nhật Bản.